# 阿姐鼓
阿姐鼓是中华人民共和国歌手朱哲琴的第二张录音室专辑。这张专辑內的作品由何训田作曲，專輯內的歌曲深受藏族音乐的影响。歌中提到的“阿姐鼓”是西藏人用少女的皮做成的人皮鼓，主要用于藏传佛教的祭神仪式。該專輯在中国销量超过一百万张，全球销量达300万张。
朱哲琴和何训田于1995年前往藏区录音。  同年該專輯在全球56个国家和地区发行。

## 曲目列表
1. 没有阴影的家园 - 5:52
2. 阿姐鼓 - 5:46
3. 天唱  - 7:32
4. 笛威辛亢纽威辛亢（天堂、地狱） - 4:41
5. 羚羊过山岗 - 5:59
6. 卓玛的卓玛  - 4:55
7. 转经  - 9:05